# Teclat Luminae
El teclat Luminae és un perifèric d'entrada de vidre corb personalitzable, creat per Jason Giddings, el qual es va inspirar en els dispositius transparents que apareixen en pel·lícules futuristes. Aquest teclat va ser un projecte finançat pel lloc web de micromecenatge Kickstarter, i fabricat per la companyia tecnològica TransluSense. L'any 2013, va ser presentat al CES, la fira electrònica de consum de Las Vegas, on es poden veure exhibides les innovacions en aquest camp.

## Característiques
La innovació del teclat Luminae és que no incorpora cap element mecànic per al seu funcionament. Utilitza únicament la llum infraroja i visible per detectar la posició i el moviment dels dits. El desenvolupament d'aquest dispositiu ha comportat molt disseny i desenvolupament Software.
Aquest dispositiu fabricat únicament amb un cristall corb sobre una base metàl·lica, consta d'una bateria recarregable i comunicació Bluetooth i per cable. Té com a característica addicional un disseny personalitzable de les tecles i funcions, tant en la seva distribució, operativitat o color. El mètode de personalització és senzill, a través de la web del teclat TransluSense, on es pot dur a terme el disseny d'un adhesiu plàstic que s'engaxarà sobre el cristall del dispositiu. El color del teclat pot ser triat per l'usuari gràcies als leds que porta incorporats.

## Funcionament
L'estructura del teclat està formada per vidre temperat corb situat sobre una base de metall. Aquesta estructura funciona amb FTIR (Frustrated Total Internal Reflection), una tecnologia de pantalla tàctil. D'aquesta manera, es dona la possibilitat de canviar de la manera pulsació a moviment de cursor, com si fos un trackpad.
El cristall corb compta amb una sèrie de leds infrarojos situats a les vores, i tres càmeres infraroges situades sota el cristall. En situar els dits en una posició concreta de la superfície de cristall, la llum infraroja és reflectida cap a les càmeres, les quals detecten la posició exacta on s'han situat els dits. D'aquesta manera, es transmet la informació que ha estat programada al personalitzar el teclat. 